# دبليو. يوجين ويلسون
دبليو. يوجين ويلسون (بالإنجليزية: W. Eugene Wilson)‏ هو سياسي أمريكي، ولد في 5 مايو 1929، وتوفي في 31 يوليو 2015. انتخب عضو مجلس نواب كارولينا الشمالية.